# Stara sela
Stara sela – wieś w Słowenii, w gminie Kamnik. W 2018 roku liczyła 54 mieszkańców.